# Top manta

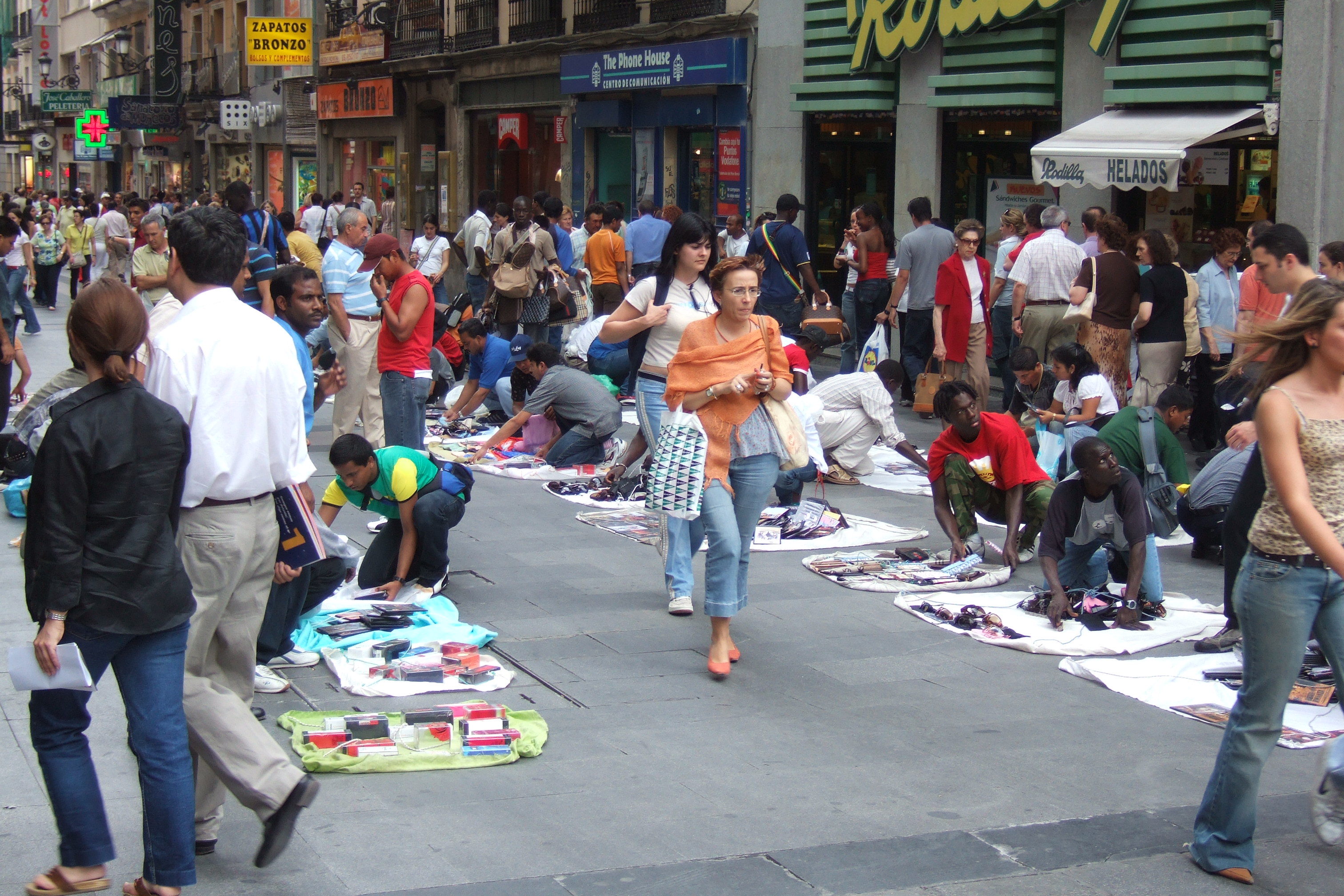
Top manta en Madrid

Top manta es la expresión que, en España, se usa para denominar a la venta ambulante de productos falsificados como CD musicales, DVD de video comerciales y videojuegos, ropa, relojes y otros productos de imitación, materiales que al venderlos infringen el derecho de autor por lo que la actividad es ilegal y castigada con prisión en España. Las personas dedicadas a ello son denominados manteros o topmanteros. Existe un debate social, jurídico y legislativo sobre el fenómeno, sus orígenes y consecuencias.

## Denominación
La denominación top manta proviene, probablemente, de un ejercicio paródico de los top (o listas de éxitos) musicales convencionales. Las producciones que se venden en el top manta son producciones que tienen éxito comercial y copan los top de emisoras de radio, por lo que estar en el top manta implica que, probablemente, se está en una lista de éxitos musicales del momento.[cita requerida]
SOS Racismo afirmó que detrás del uso del concepto "top manta" se encubren actitudes racistas y xenófobas.

## Forma de operación

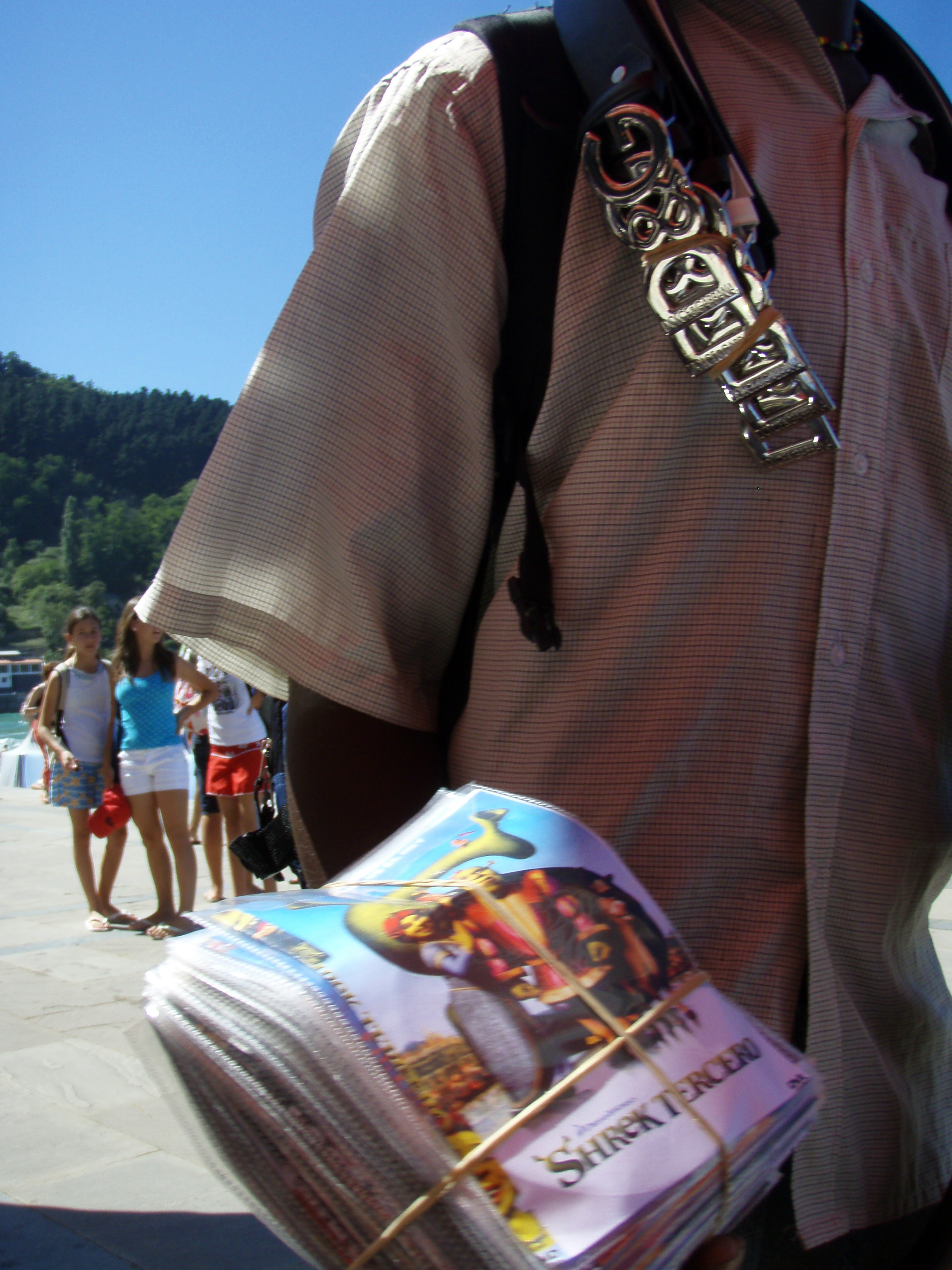
Top manta en Zarauz (Guipúzcoa).

Los manteros suelen ponerse en paseos o calles en las que pasa mucha gente, tales como en los paseos marítimos, o en el centro de los pueblos, y son el último eslabón de una cadena comercial de materiales falsificados provenientes de grandes mercados ilegales con fábricas en el propio territorio español y en países como China, así como fábricas de textiles a bajo costo como Bangladés e India. Algunos de quienes trabajan como topmanteros son inmigrantes en situación administrativa irregular de países como Senegal, Costa de Marfil y Guinea Bisáu.

### Marco jurídico
En 1995 el Código Penal español en sus artículos 270, 271 y 272 establecía que la persecución a la venta de materiales falsificados se realizaría con una petición de parte. Una reforma al mismo código en 2003 estableció que la venta constante u ocasional de materiales falsificados tuviera como consecuencia la prisión y que la conducta se castigara como un delito y se persiguiera de oficio. En dicha reforma hubo cabildeo de la Sociedad General de Autores y Editores del país, la cual reportó en 2004 un incremento en sus ventas debido, entre otras, a las acciones contra topmanteros. De 2003 a 2010, como consecuencia de las reformas, unos 550 topmanteros fueron encarcelados.En el caso de que los productos a la venta no sean falsificaciones (que no contengan distintivos o características que puedan confundir el producto falsificado con el original) el delito civil pasa a ser administrativo.
En 2010 una nueva reforma al artículo 270 código penal retiró al top manta como delito y estableció multas alegando un principio de proporcionalidad en las consecuencias reales de este canal de distribución ilegal y campañas de asociaciones de la sociedad civil y reuniones de firmas. En 2015 una reforma apoyada por integrantes del Partido Popular devolvió el carácter penal y el castigo de prisión al top manta, al reformarse el artículo 153.3.
Luego de la muerte del mantero senegalés Mame Mbaye en 2018, ocurrida en el barrio de Lavapiés en Madrid, el partido Podemos busca regresar al castigo con multa si las ganancias por la venta son menores a 400 euros.

## Organización sindical
Los vendedores ambulantes crearon en 2015 el Sindicato Popular de Vendedores Ambulantes de Barcelona, como organismo para negociar con el ayuntamiento y como sindicato para conseguir derechos laborales, que en 2016 fue invitado por el papa Francisco al Encuentro Mundial de Movimientos Populares del Vaticano y animó al colectivo a “seguir luchando” para lograr un trabajo digno.
En 2017 la Asociación Sindicato Popular de Vendedores Ambulantes de Barcelona creó el proyecto de una línea de ropa denominada Top Manta, el cual fue financiado por donaciones para emplear a topmanteros en el diseño, fabricación y venta de ropa original. En 2018 denominación comercial Top Manta fue negada a los promovientes por la Oficina Española de Patentes y Marcas, debido principalmente a los alegatos hechos por productores legales como la Asociación para la Defensa de la Marca, la cual argumentó que un reconocimiento así podría legitimar lo que es una actividad ilegal.
En Madrid los manteros crearon el Sindicato de Manteros y Lateros de Madrid, que también creó su propia marca de ropa llamada Pantera.

## Impacto social
Grupos sociales como compañías discográficas, sociedades gestoras, productoras de la industria del entretenimiento y asociaciones comerciales  y de rubros como el textil, responsabilizan al top manta de pérdidas millonarias. En Barcelona se creó una asociación de comerciantes de la zona llamada Plataforma de Afectados por el Top Manta, que funciona como grupo de presión para la erradicación de la venta ambulante con medidas como operativos policiales contra los vendedores o la requisiciones de material ilegal. Partidos políticos de extrema derecha como Democracia Nacional se oponen a estas prácticas y piden la repatriación de todos los inmigrantes ilegales.
Artistas como La Mari de Chambao y María Dolores Pradera se pronunciaron por esfuerzos que hagan respetar la ley pero ayudar a quienes viven de esta actividad.
En 2018 luego de la muerte del topmantero senegalés Mame Mbaye ocurrida en la calle del Oso del barrio de Lavapiés en Madrid al ser perseguido por la policía, grupos de topmanteros protestaron y protagonizaron enfrentamientos con vecinos, destrozo de mobiliario urbano, agresiones a la policía y daños a coches de los vecinos. En otro operativo de los Mozos de Escuadra en Salou, el mantero senegalés Mou falleció a consecuencia de una presunta caída de un balcón tras un allanamiento en búsqueda de materiales falsificados. La muerte causó protestas y disturbios.Se han dado otras muertes a causa de la intervención policial como la de Mamour Bakhoum, ahogado en el río Guadalquivir en diciembre de 2024 durante una persecución policial o la de Mor Sylla en 2015, que cayó del balcón de su casa durante una redada policial.
En 2018 se produjo la agresión a un turista en Barcelona por parte de unos manteros.